# Biars-sur-Cère
 Biars-sur-Cère  (en occitano Biars) es una población y comuna francesa, situada en el cantón de Bretenoux, en el distrito de Figeac, en el departamento de Lot en la región de Mediodía-Pirineos.

## Demografía
| 1037 | 1273 | 1758 | 1954 | 2023 | 1983 |
| Para los censos de 1962 a 1999 la población legal corresponde a la población sin duplicidades (Fuente: INSEE [Consultar]) |      |      |      |      |      |